# 多核鹅掌柴
多核鹅掌柴（学名：Schefflera polypyrena）是五加科鹅掌柴属的植物，为中国的特有植物。分布于中国大陆的云南等地，生长于海拔800米至1,300米的地区，多生于疏林中较湿润处，目前尚未由人工引种栽培。

## 别名
鸭脚、泡桐（云南土名）